# Скіфська вулиця (Мелітополь)
Скіфська вулиця — вулиця в Мелітополі на Юрівці. Йде паралельно залізниці від Лютневої вулиці до Будівельної вулиці. Забудована приватними будинками.

## Назва
Вулиця названа на честь скіфів — народу, який мешкав на території сучасної Мелітопольщини в VII—III ст. до н. е. Назва пов'язана з тим, що саме на цій вулиці на подвір'ї будинків № 43 і 45 був в 1954 році розкопаний Мелітопольський курган, який містив велику кількість скіфських артефактів.

## Історія
Вулиця вперше згадується 20 травня 1929 року як Першотравнева вулиця.
В 2016 році в ході декомунізації вулиця була перейменована в Скіфську.
7 квітня 2023 року, під час Російського вторгнення в Україну, російська окупаційна влада Мелітополя видала наказ про повернення вулиці назви Першотравнева.